# حفصة خاتون
حفصة خاتون (بالتركية العثمانية: حفصہ خاتون)‏ (1380 – 1403) ابنة عيسى بك حاكم إمارة بني آيدين، وهي إحدى زوجات السلطان العثماني بايزيد الأول.

## حياتها
ولدت حفصة خاتون حوالي سنة 1380، والدها هو فخر الدين عيسى بك بن محمد أحد أمراء بني آيدين، تزوجت بايزيد الأول عام 1390 بعد أن ضُمَّت إمارة بني آيدين إلى الدولة العثمانية لأول مرة في سنة 1390، وكانت تملك العديد من الإقطاعات والأشغال العامة من أملاك والدها في أراضي إمارة بني آيدين. لم تلد حفصة خاتون أي أبناء.

## أعمالها
لحفصة خاتون عدة بنايات وإنشاءات مثل نافورة  مدينة تيري ومدينة هيرميتاج، وكذلك قام ببناء المسجد المعروف باسم «مسجد حفصة خاتون».

### مسجد حفصة خاتون
تكفلت حفصة خاتون ببناء مسجد يحمل اسمها، تم بنائه بين عامي 1390-1392 من مهرها، والمسجد يحتوى على غُرف ومطابخ، ودورات مياه، وأكثر من نافورة، ولكن الهيكل الرئيسي للمسجد لم يبق منه الآن إلا مئذنة المسجد، وهي أيضًا مُعرَّضة للانهيار.

## مزيد من القراءة
- Peirce, Leslie P., The Imperial Harem: Women and Sovereignty in the Ottoman Empire, Oxford University Press, 1993, (ردمك 0-19-508677-5) (paperback).

- Yavuz Bahadıroğlu, Resimli Osmanlı Tarihi, Nesil Yayınları (Ottoman History with Illustrations, Nesil Publications), 15th Ed., 2009, (ردمك 978-975-269-299-2) (Hardcover).